# Уъркър
„Уъркър“ (The Worker) е американски седмичник, издаван от 1922 до 1924 г. в Ню Йорк от Американската работническа партия (Workers Party of America). През 1924 – 1958 е заместен от „Дейли Уъркър“. Възобновен е през 1958 г. 